# Culicoides husseyi
Culicoides husseyi är en tvåvingeart som beskrevs av Wirth och Blanton 1971. Culicoides husseyi ingår i släktet Culicoides och familjen svidknott. Inga underarter finns listade i Catalogue of Life.